# 肛門癌
肛門癌（こうもんがん、英語: Anal cancer）は、肛門、胃腸管の遠位開口部から発生するがんである。主な症状には、肛門からの出血や肛門近くのしこりなどである。その他の症状には、痛み、かゆみ、肛門からの分泌物などがあげられる。また、排便に変化がみられる場合もある。
危険因子には、ヒトパピローマウイルス (HPV) 、 HIV/AIDS 、受容性肛門性交、喫煙、多数の性的パートナーなどがあげられる。一般的な肛門癌のタイプは、扁平上皮癌である。その他のタイプには、腺癌、小細胞癌、黒色腫などがある。診断は、身体検査に基づき、生検組織診断によって確認される。
予防は、危険因子の回避とHPVワクチンの接種である。一般的な治療は、放射線療法、化学療法、手術である。米国では年間約8,300人が肛門癌と診断されており、新しい癌の約0.5％を占める。通常は45歳以降に発症する。男性よりも女性に多くみられる。1990年代以降、症例数は増加している。米国での5年生存率は68％である。